# Canton de Colombes-Sud
Le canton de Colombes-Sud est une ancienne division administrative française située dans le département des Hauts-de-Seine et la région Île-de-France.
Dans le cadre du redécoupage cantonal de 2014 en France, les trois cantons de Colombes-Nord-Est, Colombes-Nord-Ouest et Colombes-Sud. sont supprimés, afin de permettre la création des cantons de Colombes-1 et de Colombes-2.

## Géographie
Situé sur la partie haute de Colombes, le canton Sud était à l'abri de tout risque d'inondations. Les pavillons présents sur cette partie de la commune de Colombes sont les plus anciens de la ville (quartier des Vallées, Monts-Clairs), mais aussi les plus prisés. Les prix de vente y sont particulièrement élevés et c'est d'ailleurs toujours ici que l'on retrouve les plus hauts revenus de la ville.

## Histoire

### Département de laSeine
Le canton de Colombes du département de la Seine (arrondissement de Saint-Denis, comprenant les communes de Colombes et Bois-Colombes, a été créé  par la loi du 14 avril 1908, par scission du canton de Courbevoie, après la création de la commune de Bois-Colombes par la loi du 13 mars 1896 qui réduit d'autant le territoire de Colombes.
Il est supprimé lors de la création du département des Hauts-de-Seine, et son territoire réparti entre les cantons de Bois-Colombes, Colombes-Sud et Colombes-Nord.

### Département desHauts-de-Seine
Dans le cadre de la mise en place du département des Hauts-de-Seine, le canton de Colombes-Nord, comprenant lune partie de la commune de Colombes, est créé par le décret du 20 juillet 1967.
Un nouveau découpage territorial des Hauts-de-Seine entre en vigueur à l'occasion des premières élections départementales suivant le décret du 26 février 2014. Les conseillers départementaux sont, à compter de ces élections, élus au scrutin majoritaire binominal mixte. Les électeurs de chaque canton élisent au Conseil départemental, nouvelle appellation du Conseil général, deux membres de sexe différent, qui se présentent en binôme de candidats. Les conseillers départementaux sont élus pour 6 ans au scrutin binominal majoritaire à deux tours, l'accès au second tour nécessitant 12,5 % des inscrits au 1er tour. En outre la totalité des conseillers départementaux est renouvelée. Ce nouveau mode de scrutin nécessite un redécoupage des cantons dont le nombre est divisé par deux avec arrondi à l'unité impaire supérieure si ce nombre n'est pas entier impair, assorti de conditions de seuils minimaux. Dans les Hauts-de-Seine, le nombre de cantons passe ainsi de 45 à 23.
Dans ce cadre, les trois cantons de Colombes (canton de Colombes-Nord-Est, canton de Colombes-Nord-Ouest et canton de Colombes-Sud sont supprimés, afin de permettre la création des cantons de Colombes-1 et de Colombes-2.

## Représentation

### Conseillers généraux de laSeine
Conseillers généraux des trois anciens cantons de Colombes

#### 1recirconscription (Colombes), créée en 1908, par division de l'ancien canton deCourbevoie
| Période                                  | Période | Identité        | Étiquette | Qualité |
| ---------------------------------------- | ------- | --------------- | --------- | --- |
| Les données manquantes sont à compléter. |         |                 |           | |
| 1908                                     | 1919    | Hector Molinié  | Rad.      | Médecin Vice-président du Conseil général de la Seine (1910 → 1911) Député de la Seine (1919 → 1928)                                                           |
| 1919                                     | 1925    | Jean Bonal      | Modéré    | Négociant en vins Premier maire de La Garenne-Colombes (1910 → 1933) Officier de la Légion d'honneur Conseiller général de la 2e circonscription (1925 → 1933) |
| 1925                                     | 1929    | Maurice Chavany | Rad.ind.  | Architecte Maire de Colombes (1921 → 1935) |
| 1929                                     | 1935    | Charles Millot  | Rad.      | |
| 1935                                     | 1940    | Henri Neveu     | PCF       | Reporter-photographe Conseiller municipal de Colombes |
|                                          |         |                 |           | |
| 1945                                     | 1967    | Henri Neveu     | PCF       | Maire honoraire de Colombes (1965) |

#### 2ecirconscription (Bois-Colombes,La Garenne-Colombes)
| Période                                  | Période                   | Identité                   | Étiquette | Qualité |
| ---------------------------------------- | ------------------------- | -------------------------- | --------- | --- |
| Les données manquantes sont à compléter. |                           |                            |           | |
| 1925                                     | 11 décembre 1933          | Jean Bonal                 | RG        | Négociant en vins Premier maire de La Garenne-Colombes (1910 → 1933) Officier de la Légion d'honneur Conseiller général de la 1re circonscription (1919 → 1925) Président du Conseil Général (1930-1931) Décédé en fonction |
| 1934                                     | 1935                      | Édouard Fillon (1879-1949) | RG        | Assureur Maire de Bois-Colombes (1931 → 1944) |
| 1935                                     | 1941 (démission d'office) | René Casalis (1886-1947)   | Rad.ind.  | Médecin, adjoint au maire de La Garenne-Colombes Révoqué par le Gouvernement de Vichy |
|                                          |                           |                            |           | |
| 1941 (nommé par décret)                  | 1944                      | Marcel Bauchet (1888-1957) |           | Contremaître électricien |
|                                          |                           |                            |           | |
| 1945 Décret du 12 mars 1945              | 1945                      | Jeanne Casanova            | PCF       | Médecin |

#### 3ecirconscription
| Période                                  | Période | Identité       | Étiquette | Qualité                                                                                           |
| ---------------------------------------- | ------- | -------------- | --------- | ------------------------------------------------------------------------------------------------- |
| Les données manquantes sont à compléter. |         |                |           |                                                                                                   |
| 1934                                     | 1940    | Édouard Fillon | RG        | Assureur Maire de Bois-Colombes (1931 → 1944) Membre du Conseil national du Gouvernement de Vichy |

### Conseillers d'arrondissement du canton de Colombes (1908 à 1940)
| Période                                  | Période | Identité                    | Étiquette | Qualité |
| ---------------------------------------- | ------- | --------------------------- | --------- | --- |
| 28 juin 1908                             | 1914    | Jules Jean Achille Vessière | Radical   | Conseiller municipal de Colombes                                                                            |
| 1914                                     |         | M. Vice                     |           | |
| 1940                                     |         |                             |           | Les conseils d'arrondissement ont été suspendus par la loi du 12 octobre 1940 et n'ont jamais été réactivés |
| Les données manquantes sont à compléter. |         |                             |           | |

### Conseillers généraux desHauts-de-Seine
Le canton de Colombes-Sud a existé de 1967 à 2015. Ses conseillers généraux ont été les suivants :
| Période | Période | Identité          | Étiquette  | Qualité |
| ------- | ------- | ----------------- | ---------- | --- |
| 1967    | 1976    | Pierre Lagravère  | CD         | Ingénieur des travaux publics Maire-adjoint de Colombes (1959 → 1965) Conseiller général de la Seine (1953 → 1967) Président du Conseil général des Hauts-de-Seine (1967 → 1970)              |
| 1976    | 1982    | Dominique Frelaut | PCF        | Ouvrier métallurgiste Maire de Colombes (1965-2001) Député des Hauts-de-Seine (1973 → 1986 et 2001 → 2002) Conseiller général de Colombes-Nord (1967 → 1973) Chevalier de la Légion d'honneur |
| 1982    | 2001    | Alain Aubert      | RPR        | Conseiller en communication Conseiller municipal de Colombes (? → 2001) Vice-président du Conseil général (1989-2001)                                                                         |
| 2001    | 2015    | Nicole Gouéta     | RPF ou UMP | Gérante de sociétés Maire (2001 → 2008 et 2014 → ) de Colombes Conseillère départementale de Colombes-1 (2015 → ) Vice-présidente du Conseil général (2007 → 2011)                            |

## Composition
| Nom                  | Code Insee | Intercommunalité         | Population (dernière pop. légale)               |
| -------------------- | ---------- | ------------------------ | ----------------------------------------------- |
| Colombes (chef-lieu) | 92025      | Métropole du Grand Paris | Fraction : 31 656(2012) Commune : 84 392 (2014) |

Le canton de Colombes-Sud recouvrait le nord de la commune de Colombes, délimitée, aux termes du décret de 1967 et selon la toponymie de l'époque, par la partie de la commune située au nord et au nord-ouest d'une limite délimitée « par l'axe de la rue
Colbert (jusqu'à la rue d'Estienne-d'Orves), l'axe des rues d'Estienne-d'Orves, Gabriel-Peri et de Verdun, l'axe du boulevard de Valmy (jusqu'au boulevard Gambetta), l'axe du boulevard Gambetta, de la rue du Progrès, du boulevard Marceau et de l'avenue de Stalingrad, jusqu'à la limite de la commune d'Asnières ».
Le reste de la commune était constitué par le canton de Colombes-Nord, divisé, à compter des élections cantonales de 1985 entre le canton de Colombes-Nord-Est et le canton de Colombes-Nord-Ouest.

## Démographie
| 1968 | 1975 | 1982 | 1990   | 1999   | 2006   | 2011   | 2012   |
| ---- | ---- | ---- | ------ | ------ | ------ | ------ | ------ |
| -    | -    | -    | 27 727 | 27 726 | 30 158 | 31 800 | 31 656 |

## Pour approfondir